# Marmorofusus tuberosus
Marmorofusus tuberosus is een slakkensoort uit de familie van de Fasciolariidae. De wetenschappelijke naam van de soort werd in 1847 voor het eerst geldig gepubliceerd door Lovell Augustus Reeve.